# ميخائيل جونز (مغني فرنسي)
ميخائيل جونز (بالفرنسية: Michael Jones)‏ هو عازف قيثارة ومغني فرنسي وبريطاني، ولد في 28 يناير 1952 في Welshpool ‏ في المملكة المتحدة.

## وصلات خارجية
- الموقع الرسمي
- مايكل جونز على موقع ميوزك برينز (الإنجليزية)
- مايكل جونز على موقع ديسكوغز (الإنجليزية)